# Összehasonlító pszichológia
Az összehasonlító pszichológia az állatok viselkedésének és mentális folyamatainak tudományos tanulmányozása, különös tekintettel a törzsfejlődési előzményekre, az adaptív jelentőségükre illetve a viselkedés fejlődésére. A területen folyó kutatások sok különböző kérdést céloznak meg, sokféle módszert használnak és rengeteg különböző faj viselkedését vizsgálják, a rovaroktól a főemlősökig.
Gyakran feltételezik, hogy az összehasonlító pszichológia a fajok közötti összehasonlításokat hangsúlyozza, beleértve az emberek és állatok közöttit is. Néhány kutató szerint a direkt összehasonlítások nem képezhetik az összehasonlító pszichológia egyedüli célját és egyetlen élőlény intenzív vizsgálata is ugyanolyan, ha nem még inkább érdekes lehet. Donald Dewsbury számos pszichológus munkáját és definícióit tanulmányozta és szerinte az összehasonlító pszichológia tárgya általános alapelvek megfogalmazása fókuszba véve a proximális és ultimális okokat is.
A viselkedés összehasonlító megközelítése lehetőséget teremt annak kiértékelésére, a Niko Tinbergen által megalkotott négy szempont mentén. Első körben kérdés lehet,hogy mennyire pervazív adott viselkedés a fajok között (mennyire mondható a viselkedés általánosnak az állatok körében). A második szempont, hogy hogyan járul hozzá adott viselkedés demonstrálása a szaporodási sikerhez ( több utódja van-e annak az egyednek mely ezt a viselkedést folytatja, mint annak amelyik nem). A viselkedés ultimális okát célzó elméletek az ezen két kérdésre adott válaszokon alapulnak.
Harmadik szempont, hogy milyen mechanizmusok vesznek részt a viselkedésben (milyen pszichológiai, viselkedéses és környezeti tényezők szükségesek és elegendőek a viselkedés végrehajtásához). Az utolsó, negyedik szempont a viselkedés egyeden belüli fejlődése ( milyen érési, tanulási és szociális tapasztalatokat kell szereznie ahhoz, hogy produkálni tudja a viselkedést).

## Története
A legkorábbi írások "a hangyák társadalmi szervezete" és az "állati kommunikáció és pszichológia" Amr ibn Bahr al-Dzsáhiz afrikai-arab tudós nevéhez fűződik a 9. századból, akinek több munkája is született ebben a témakörben. A 11. századi arab író Ibn al-Hajtham tollából származik A tanulmány a dallamok hatásáról az állatok lelkére, mely egy korai írás, mely a zene állatokra gyakorolt hatását vizsgálja. Ebben a tanulmányában bemutatja, hogyan lehet egy teve sebességét a zene segítségével gyorsítani és lassítani és egyéb példákkal illusztrálja, hogyan tudja a zene befolyásolni az állatok viselkedését, legyen szó lovakról, madarakról vagy hüllőkről. A 19. század nyugati tudósainak többsége továbbra is úgy vélte, hogy a zene határozottan emberi jelenség, de a kísérletek azóta igazolták Ibn al-Haytham nézeteit miszerint a zene hatással van az állatokra.
Charles Darwin központi alakja volt az összehasonlító pszichológia fejlődésének; a pszichológiához való hozzájárulása olyan mértékű volt, hogy szokás Darwin előtti és Darwin utáni időszakról beszélni. Darwin elmélete számos hipotézishez vezetett, melynek egyike szerint az embereket elkülönítő tényezők, mint például a magasabb szintű mentális, morális és lelki képességek evolúciós elvekkel magyarázhatók. Válaszul a darwinizmus kiváltotta heves ellenállásra létrejött az "anekdotikus mozgalom", melynek vezetője George Romanes volt, aki szerint az állatok kezdetleges emberi elmével rendelkeznek. Romanes munkájában két fő hibát vétett: a kizárólag anekdotikus jellegű megfigyelések és a szigorú antropomorfizmus.
A 19. század végére számos tudós rendelkezett jelentőségteljes munkával a területen. Douglas Alexander Spalding aki, az "első kísérleti biológusként" ismert, leginkább madarakkal dolgozott, az ösztöneiket, a bevésődést valamint a látási és hallási fejlődésüket tanulmányozta. Jacques Loeb a viselkedés tárgyilagos tanulmányozásának fontosságát hangsúlyozta, Sir John Lubbock nevéhez fűződik a labirintusok és akadályok első használata a tanulás vizsgálatára, Conwy Lloyd Morgant pedig a mai értelemben vett első etológusnak mondhatjuk.
Az összehasonlító pszichológia hosszú története során, ismételt kísérleteket tettek egy fegyelmezettebb megközelítés érvényesítésének érdekében, melynek során hasonló kísérleteket végeznek különböző fajú állatokon és ezeket az eredményeket a különböző filogenetikai vagy ökológiai hátterük alapján értelmezik. Az 1970-es években a viselkedés ökológia egy szilárdabb tudás alapot adott mellyel szemben az összehasonlító pszichológia fejlődni tudott. Az összehasonlító pszichológia kifejezés szélesebb körű használatát a tanult társadalmak és tudományos folyóiratok megőrizték, nem is beszélve a más területen működő pszichológusokról, így a kifejezés nem valószínű, hogy valaha is teljesen eltűnne.
Az állandó kérdés mellyel az összehasonlító pszichológusoknak szembesülni kell, a különböző fajok relatív intelligenciája. Persze a valódi összehasonlító pszichológia néhány korai kísérletet tett annak megítélésere, hogy bizonyos fajok mennyire képesek bizonyos dolgok megtanulására. Ezek a kísérletek megbuktak, visszatekintve látható, hogy nem voltak elég kifinomultak és átgondoltak, sem a különböző feladatok követelményeinek elemzésében, sem pedig az összehasonlítandó fajok kiválasztásában. Az összehasonlító pszichológiában az intelligencia meghatározására jelentős befolyással volt az antropomorfizmus, és fókuszában az egyszerű feladatok, komplex feladatok, fordított tanulás, tanulási készletek és késleltetett váltakozás állnak, ám ezek számos gyakorlati és elméleti problémával küzdenek. Az irodalomban az intelligencia a humán képességekhez közeliként van definiálva és mellőz minden olyan viselkedést melyre az emberek képtelenek (pl. echolokáció). Az összehasonlító kutatók kifejezetten találkozhatnak problémákkal az egyéni különbségek, a motivációs különbségek, a megerősítés és a szenzoros valamint motoros képességek különbségeit illetően, továbbá a faj-tipikus felkészültségben (néhány faj úgy fejlődött, hogy bizonyos viselkedéseket gyorsabban sajátít el, mint más fajok).